# Королюк Валентин Анатолійович
Валенти́н Анато́лійович Королю́к (нар. 18 листопада 1963, село Тучин, Гощанський район, Рівненська область) — український політик. Народний депутат України. Член партії Народний рух України з 1999 по 2013 роки, член Центрального проводу НРУ, голова Рівненської обласної організації НРУ з червня 2002 по червень 2013 рр. З червня 2013 року — член партії Всеукраїнське об'єднання «Батьківщина», входить до Політради.

## Освіта
Рівненський державний педагогічний інститут, факультет загальнотехнічних дисциплін та праці (1991), учитель трудового навчання та загальнотехнічних дисциплін; Міжрегіональна академія управління персоналом (2007), «Економіка та управління персоналом».

## Кар'єра
- Вересень 1981 — квітень 1982 — токар 3-го розряду Рівненського заводу тракторних запчастин та агрегатів.
- Квітень 1982 — травень 1984 — служба в армії.
- Червень 1984 — серпень 1985 — столяр 3-го розряду ВО «Рівнезалізобетон».
- Вересень 1985 — лютий 1989 — студент Рівненського державного педагогічного інституту.
- Лютий 1989 — жовтень 1993 — учитель трудового навчання ЗОШ № 25 міста Рівного.
- Жовтень 1993 — жовтень 1994 — експедитор-товарознавець АВм «ВІВА УН».
- Жовтень 1994 — липень 2002 — заступник директора із загальних питань, директор, голова правління, президент ЗАТ «Речовий ринок».
- Серпень 2002 — травень 2006 — помічник-консультант народного депутата України В'ячеслава Коваля.

Депутат Рівненської міськради (1999–2006). Перший заступник Рівненської облради (квітень 2006 — листопад 2010).
З 12 грудня 2012 до 27 листопада 2014 — народний депутат України 7-го скликання від партії Всеукраїнське об'єднання «Батьківщина», обраний в мажоритарному окрузі № 154, набравши 38.25 % голосів. Член Комітету Верховної Ради з питань законодавчого забезпечення правоохоронної діяльності.

## Особисте життя
Українець. Батько Анатолій Тимофійович (1937–1994); мати Ольга Яківна (1937-2008); дружина Лариса Борисівна (1963) — приватний підприємець; син Борис (1986) — студент.
Захоплюється полюванням та кулінарією.